# Aulo Petrônio Lurcão
Aulo Petrônio Lurcão (em latim: Aulus Petronius Lurco) foi um senador romano nomeado cônsul sufecto para o período de julho a dezembro de 58 com Aulo Pacônio Sabino. Seu cognome "Lurco" significa "glutão" ou "libertino". 

## Carreira
Sabe-se que Lurcão foi um dos irmãos arvais. É possível que ele tenha sido parente de "M. Petrônio Lurcão", que, em 46, aparece como o segundo entre os "curatores tabulariorum publicorum", logo depois do presidente do grupo, Caio Calpetano Râncio Sedato, e na frente de Tito Sátrio Deciano. Como uma letra do prenome foi erroneamente fornecida ("Metronius") pelo "Anonymus Einsidlensis", obviamente um erro de soletração, há também a possibilidade que os dois sejam a mesma pessoa.